# Santa Teresa dello Scalone
Santa Teresa dello Scalone var ett oratorium i Rom, helgat åt den heliga Teresa av Ávila. Oratoriet var beläget i Rione Trevi, vid Via dello Scalone. ”Scalone” syftar på att gatan utgörs av en bred trappa.
Oratoriet tillhörde de oskodda karmeliternas generalkuria och uppfördes 1860. Oratoriet hade ett altare invigt åt Vår Fru av Karmel och de heliga Teresa av Ávila och Johannes av Korset.